# Heterogriffus berlandi
Heterogriffus berlandi là một loài nhện trong họ Thomisidae.
Loài này thuộc chi Heterogriffus. Heterogriffus berlandi được Roger de Lessert miêu tả năm 1938.